# Rekonstrukcja (film 1968)
Rekonstrukcja (rum. Reconstituirea) – rumuński komediodramat z 1968 roku w reżyserii Luciana Pintilie. Adaptacja powieści Horii Pătrașcu, w której autor opisał widziane naocznie prawdziwe wydarzenia.
Wyprodukowana za czasów komunistycznych tragikomedia, będąca ukrytą krytyką opresyjnego systemu poprzez wyśmiewanie niekompetencji, obojętności i nadużywania władzy. Choć po kilku tygodniach od premiery obraz został zdjęty z ekranów przez państwową cenzurę, po latach uznany został za najlepszy rumuński film wszech czasów przez tamtejszych krytyków.

## Fabuła
Studenci Vuică i Nicu to dwaj przyjaciele, którzy po wypiciu kilku głębszych wszczynają w knajpie burdę. Rozbijają kilka kieliszków, a przy okazji i głowę kelnera. Niedługo później zostają zmuszeni przez władze do odegrania swojej bójki przed kamerami w celu nakręcenia filmu „edukacyjnego”, piętnującego skutki upojenia alkoholowego. A co jeśli rekonstrukcja zdarzenia okaże się jeszcze gorsza od pierwowzoru?

## Obsada
- Vladimir Găitan – Nicu
- George Mihăiță – Vuică
- George Constantin – prokurator
- Emil Botta – nauczyciel Paveliu
- Ernest Maftei – dowódca plutonu milicji Dumitrescu
- Ștefan Moisescu – sekretarz partii Drăgan
- Nicky Wolcz – operator Vlad
- Ileana Popovici – młoda dama
- Niță Anastase – szofer prokuratora[4]

## Produkcja
Zdjęcia kręcono w transylwańskim mieście Sinaia.